# Mob City
Mob City est une série télévisée américaine en six épisodes de 42 minutes, créée par Frank Darabont, diffusée simultanément du 4 décembre 2013 au 18 décembre 2013 sur la chaîne TNT et sur Bravo! au Canada. Elle est basée sur L.A. Noir: The Struggle for the Soul of America's Most Seductive City par John Buntin.
En France, la série est diffusée sur Série Club du 20 mars 2015 au 6 avril 2015.

## Synopsis
Dans l'Amérique d'après-guerre, la lutte sanglante entre la police corrompue de Los Angeles et la mafia sous les ordres du gangster Mickey Cohen...

## Distribution

### Acteurs principaux
- Jon Bernthal (VF : Jérôme Pauwels) : Détective Joe Teague
- Milo Ventimiglia (VF : Rémi Bichet) : Ned Stax
- Neal McDonough (VF : Bruno Dubernat) : Capitaine William H. Parker
- Alexa Davalos (VF : Élisabeth Ventura) : Jasmine Fontaine
- Jeffrey DeMunn (VF : Jean-Luc Kayser) : Détective Hal Morrison
- Robert Knepper (VF : Christian Visine) : Sid Rothmen
- Jeremy Luke (VF : Julien Chatelet) : Mickey Cohen
- Gregory Itzin (VF : Gilbert Lévy) : Fletcher Bowron, le maire de Los Angeles
- Edward Burns (VF : Patrick Mancini) : Bugsy Siegel

Photos des acteurs principaux
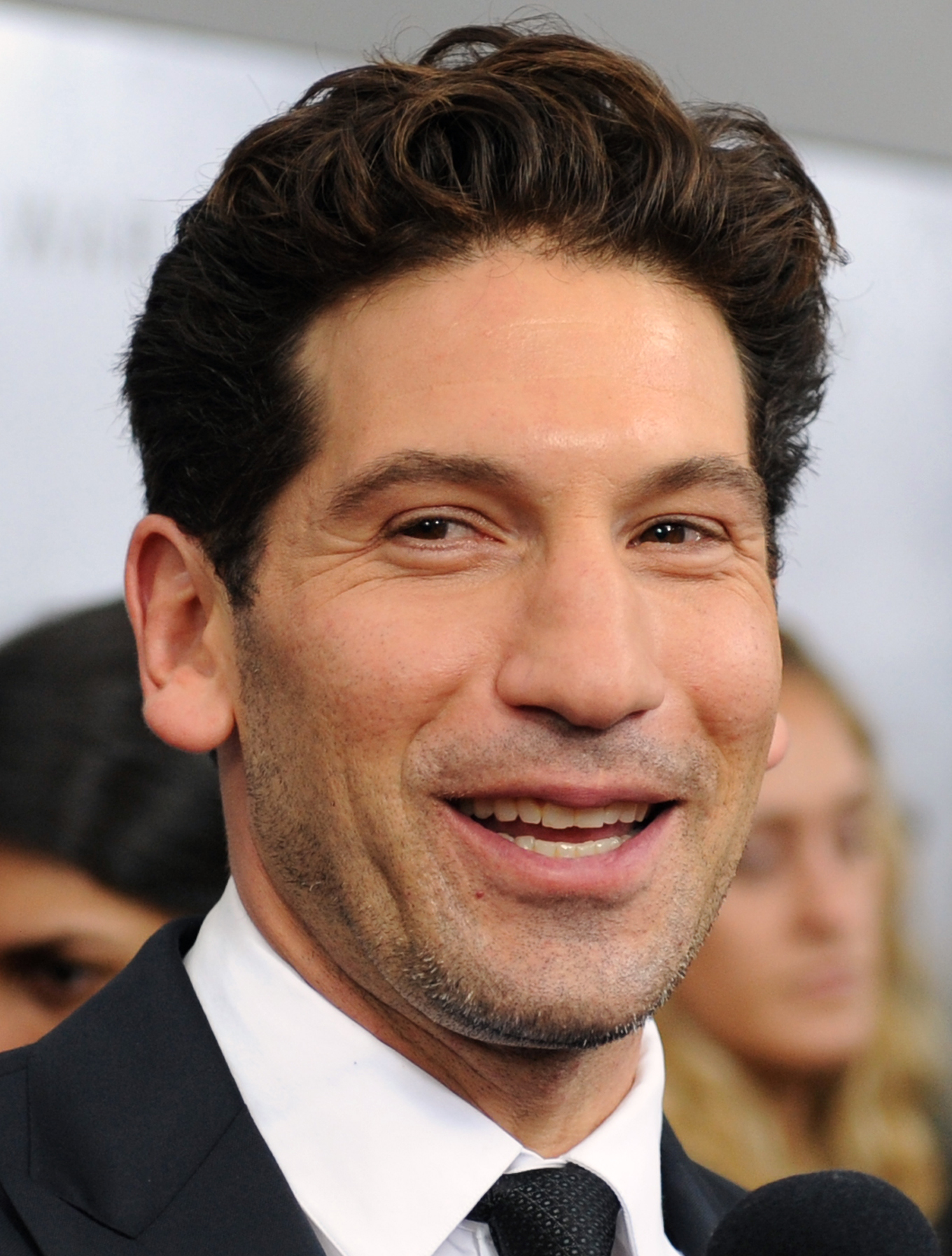
Jon Bernthal interprète Joe Teague
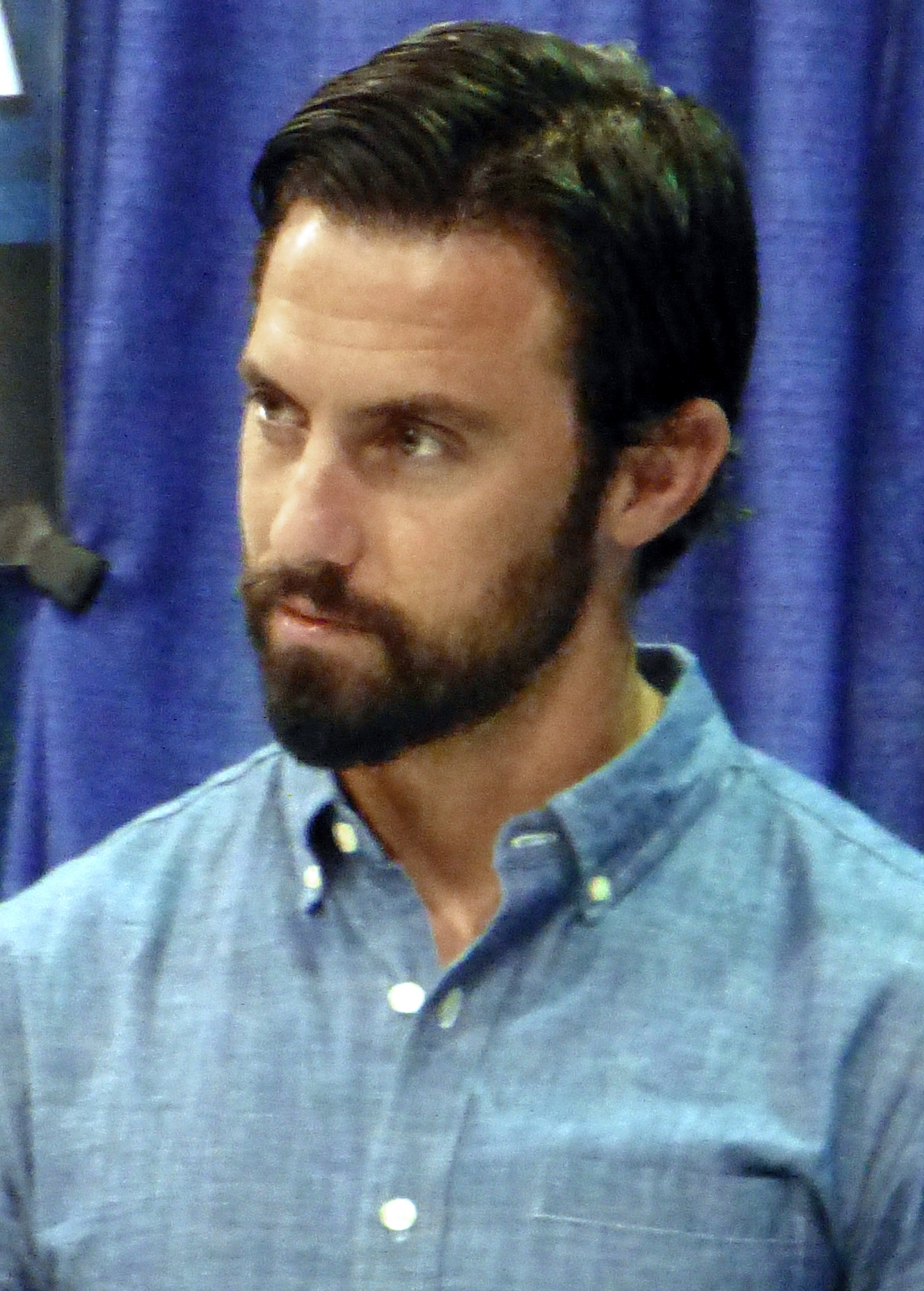
Milo Ventimiglia interprète Ned Stax
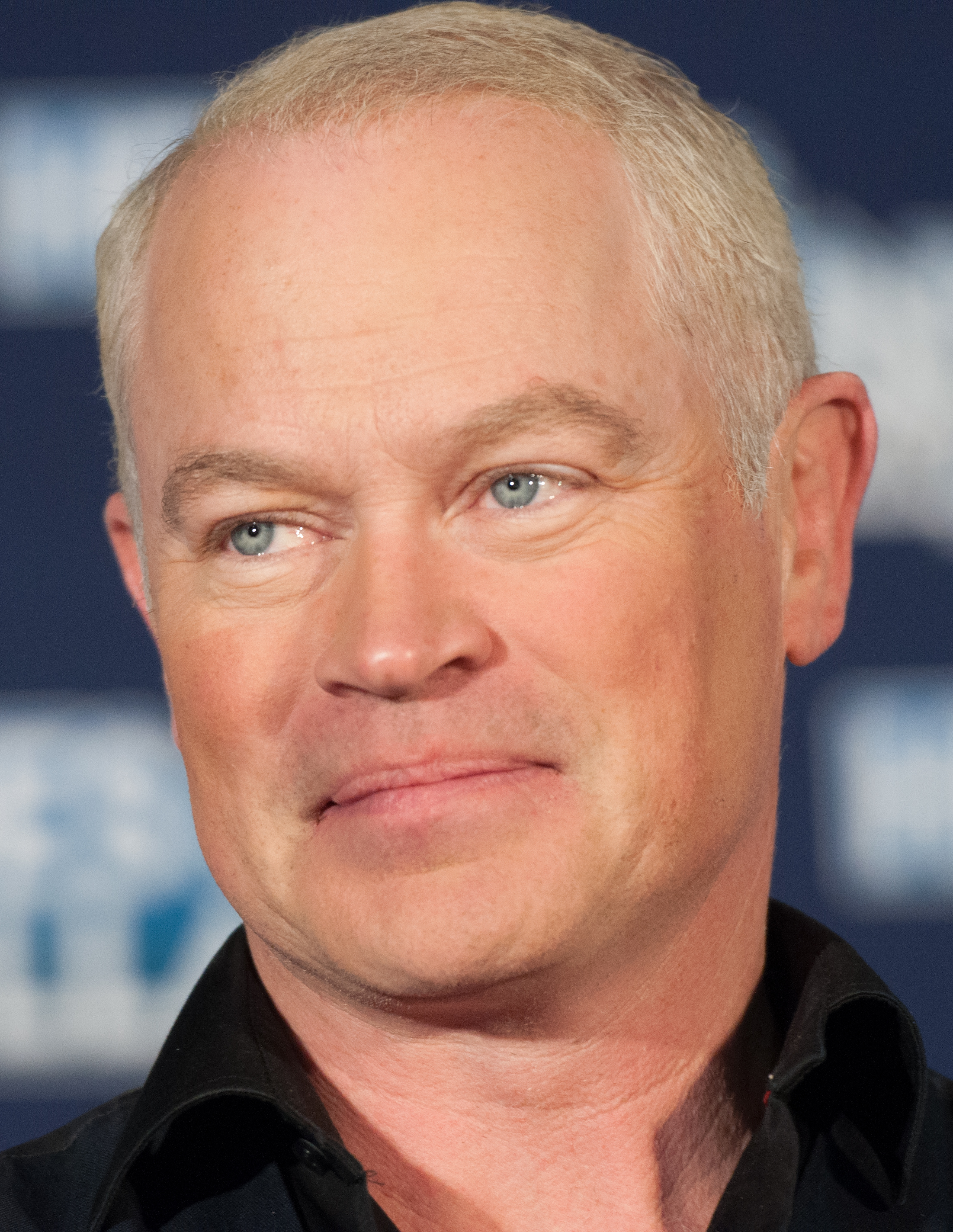
Neal McDonough interprète William H. Parker
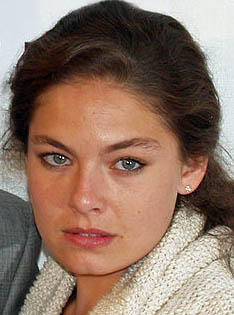
Alexa Davalos interprète Jasmine Fontaine
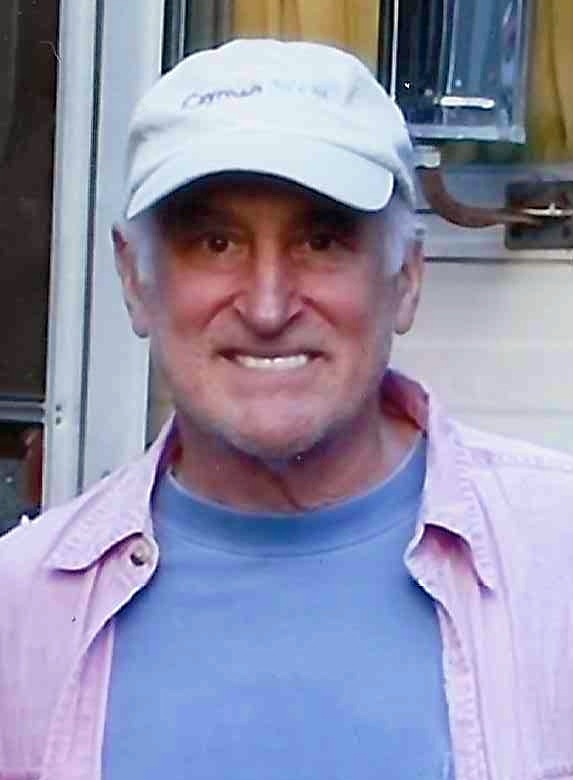
Jeffrey DeMunn interprète Hal Morrison
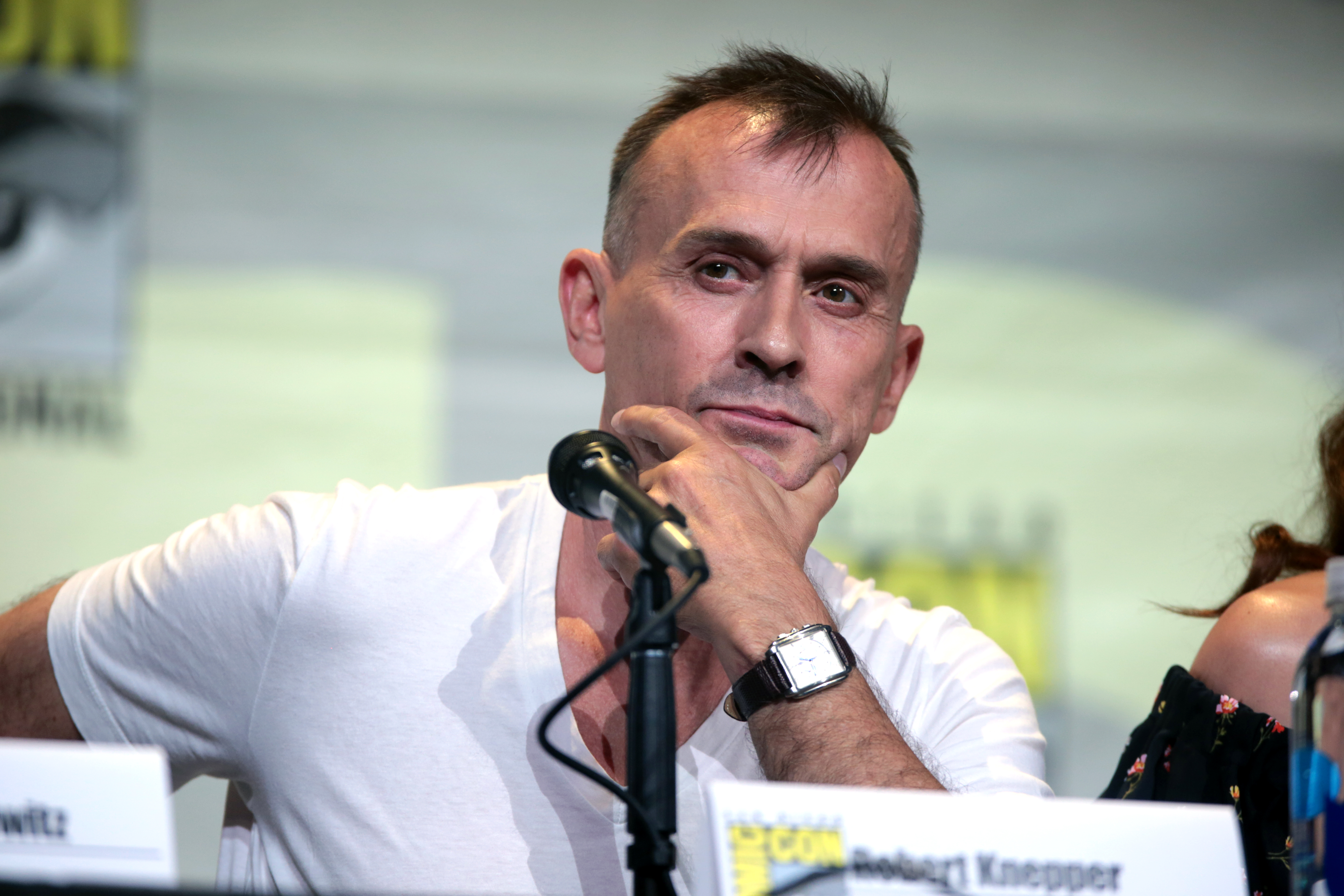
Robert Knepper interprète Sid Rothmen
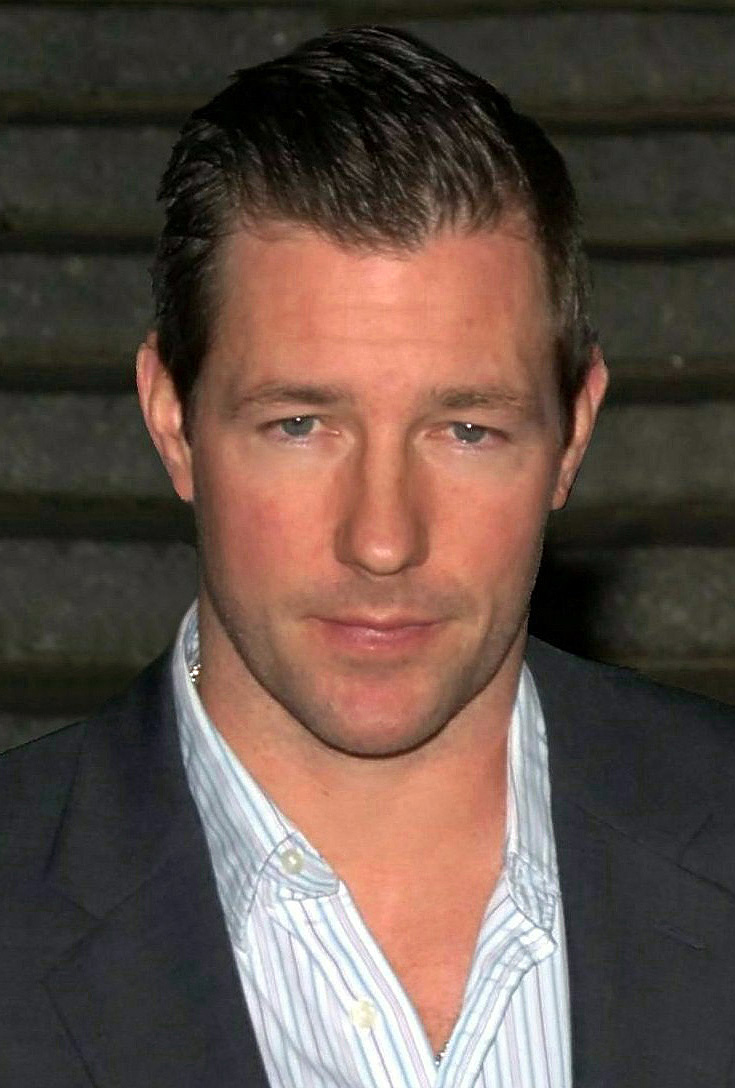
Edward Burns interprète Bugsy Siegel

### Acteurs récurrents
- Dana Gould (VF : Luc Boulad) : Tug Purcell
- Jon Pollono (VF : Benjamin Pascal) : Pat Dolan
- Andrew Rothenberg (VF : Fabien Jacquelin) : Eddy Sanderson
- Daniel Roebuck (VF : Olivier Cordina) : Nick Bledsoe
- Iddo Goldberg (VF : Mathieu Buscatto) : Leslie Shermer
- Mike Hagerty (VF : Thierry Mercier) : Jack Bray
- Michael McGrady (VF : Richard Leblond) : le chef Clemence B. Horrall
- Jeremy Strong (VF : Sylvain Agaësse) : Mike Hendry
- Gordon Clapp (VF : Bernard Bollet) : Carl Stecker

### Invités
- Mekia Cox (VF : Célia Charpentier) : Anya, la barmaid dans l'un des bars de Bunny
- James Landry Hébert  : Miles Hewitt
- Louis Lombardi  : Stucky Fein
- Edward Edwards  : Blake Cremmins
- Paul Ben-Victor (VF : Frédéric van den Driessche) : Jack Dragna
- Simon Pegg (VF : Cédric Dumond) : Hecky Nash
- Ernie Hudson  : « Bunny », gangster, propriétaire de boîtes de nuit sur Central Avenue
- Micah Parker : Moe Feltzer
- Amin Joseph (en) : Booker « Skeety » Washington Smith
Version française
  - Société de doublage : Nice Fellow[4],[5]
  - Direction artistique : Benoît DuPac[4],[5]
  - Adaptation des dialogues : /

Source VF : RS Doublage et Doublage Séries Database

## Production
Après avoir quitté The Walking Dead, le producteur Frank Darabont met sur pied L.A. Noir, une fiction historique se déroulant dans le Los Angeles des années 1940 et 1950. La distribution comprend Jon Bernthal, Neal McDonough, Alexa Davalos, Jeffrey DeMunn, Milo Ventimiglia ou encore Simon Pegg (en guest dans le Pilote). La série est renommée Mob City et démarre le 4 décembre 2013 sur la chaîne américaine TNT.
La série rassemble moins de 3 millions de téléspectateurs pour son lancement. L'audience chute de nouveau pour les épisodes suivants, ce qui contraint la chaîne à supprimer la série.

## Épisodes
1. Un type entre dans un bar… (A Guy Walks Into a Bar)
2. Pour le meilleur et pour le pire (Reason to Kill a Man)
3. Lumière rouge (Red Light)
4. Le gang des bananes (His Banana Majesty)
5. Piquebœuf (Oxpecker)
6. Couche-toi Gunny (Stay Down)

## Accueil

### Critiques
Mob City commente les critiques positives des critiques. La série a été notée 66 % sur la base de 47 commentaires, avec une note moyenne de 6,6⁄10 sur le site Rotten Tomatoes. Le consensus critique du site est le suivant : "La lettre d'amour de Frank Darabont au classique noir, Mob City est un visage de gangster magnifique, mais c’est un peu trop familier, mais tout est au bon endroit et c’est magnifique à regarder". Sur Metacritic, la série a un score de 63⁄100, basé sur 33 avis, indiquant des "critiques généralement favorables".

### Audiences

#### Aux États-Unis
La série a connu un bon démarrage lors de l'épisode pilote 2,29 millions de téléspectateurs, avant de rechuter au fil des épisodes suivantes.
| Saison | Nombre d’épisodes | Diffusion originale | Diffusion originale | Diffusion originale | Diffusion originale            |
| Saison | Nombre d’épisodes | Années              | Début de saison     | Fin de saison       | Audience moyenne (en millions) |
| ------ | ----------------- | ------------------- | ------------------- | ------------------- | ------------------------------ |
| 1      | 6                 | 2013                | 4 décembre 2013     | 18 décembre 2013    | 1,67                           |

## Distinctions

### Nominations
- 18e cérémonie des Satellite Awards :
  - Meilleure mini-série ou meilleur téléfilm
- ADG Excellence in Production Design Award :
  - Meilleur décor pour une mini-série ou téléfilm
- 61e cérémonie des Motion Picture Sound Editors Awards :
  - Meilleur montage son long de dialogue
- 12e cérémonie des Visual Effects Society Awards :
  - Meilleur effets visuels exceptionnels dans un programme de diffusion